# DDM
DDM (англ. Digital Diagnostics Monitoring) — функция цифрового контроля параметров производительности SFP трансивера (а также SFP+ и XFP). Позволяет отслеживать в реальном времени такие параметры как: напряжение, температуру модуля, ток смещения и мощность лазера (TX), уровень принимаемого сигнала (RX).
Изменения данных параметров позволяют определить состояние WDM системы и трассы в целом. Для получения данных эта функциональность должна поддерживаться как трансивером, так и свитчем.
В маркировке отдельных производителей используется сокращенная форма DD (англ. Digital Diagnostics)

Cisco — DOM (англ. Digital Optical Monitoring) — Цифровой оптический мониторинг.

Zyxel — DDMI (англ. Digital Diagnostic Monitoring Interface) — Цифровой мониторинг интерфейса.
Примечание:

На управляемых свитчах D-Link при включении данной функции (доступна только для SFP портов), в случае, если данные на порту снимаются некорректно, возможно отключение передачи трафика на порту, в таком случае будет выведено в статусе порта «Connection» сообщение «Err-Disabled», при этом порт физически будет в состоянии Up, но по факту работать не будет. На медных портах также может появиться статус «Err-Disabled», но это связано не с функцией DDM, а с проблемами физического характера либо с кабелем, либо с устройством, подключенным к этому порту.
Какая приемопередающая оптика поддерживает DDM / DOM?
Поскольку интерфейс DDM позволяет конечным пользователям отображать диагностические данные и сигналы тревоги для волоконно-оптических приемопередатчиков и может использоваться для диагностики того, почему оптическая система приемопередатчика не работает, оптическая система приемопередатчика DDM становится все более популярной. Как правило, поставщики приемопередатчиков устанавливают пороговые значения, которые вызывают высокий уровень тревоги, низкий уровень тревоги, предупреждение или низкое предупреждение перед отправкой. Чтобы иметь возможность использовать возможности DDM / DOM, здесь перечислены оптические приемопередатчики, поддерживающие интерфейсы DDM / DOM.
| Тип трансивера           | Функция DDM / DOM |
| Оптика SFP               | Да или нет        |
| Оптические приборы GBIC  | Да или нет        |
| Оптическая система SFP + | да                |
| SFP + ЦАП                | да                |
| SFP + AOC                | да                |
| Оптика XFP               | да                |
| Оптика QSFP +            | Да или нет        |
| QSFP + ЦАП               | да                |
| QSFP + AOC               | да                |
| Оптика QSFP28            | да                |
| QSFP28 AOC               | да                |
| Оптика CFP               | да                |
| Оптика CFP2              | да                |
| Оптика CFP4              | да                |
| Оптическая система CXP   | да                |
| Оптика XENPAK            | да                |
| Оптика X2                | да                |